# Godfried Donkor
Godfried Donkor(n. 1964, Ghana) es un artista de arte contemporáneo de nacionalidad africana que vive y trabaja en Londres. 

## Trayectoria/ Biografía
Donkor estudio en Central St. Martins College of Art and Design de Londres. En los años de 1991-92 estuvo becado de la UNESCO donde desarrollo sus estudios de postgrado en Barcelona. Ha participado en el taller de Thapong Internacional Artists en Botsuana en 1994. Donkor finalizó sus estudios en la universidad de Londres en la School of Oriental and African Studies donde recibió su maestría en historia de arte africana en 1995 .
Se le conoce principalmente por su trabajo en el collage, y ha sido descrito comparado a Keith Piper y Julián Isaac en su producción.  Ha sido objeto de numerosas exposiciones individuales, tanto en los Estados Unidos y en Europa, y fue el representante de Ghana para la Bienal de Venecia de 2001. La obra de Donkor está incluida en la colección del National Museum of African Art en el Smithsonian Institution.

## Obra
Los collages de Godfried Donkor funden los símbolos de los esclavos del siglo XVIII con imágenes de chicas glamour de una Trinidad contemporánea, frente a un fondo hecho con las páginas del Financial Times. Donkor, que nació en Ghana, pero ahora vive en Londres, yuxtapone estos elementos incongruentes como un medio para examinar los temas del capitalismo, la globalización y la liberación. Sus seductoras “black madonnas" emergen, como <<el ave fénix de debajo de las cubiertas de los barcos negreros, en una celebración carnavalesca de la resistencia humana.>> 